# Arctostaphylos moranii
Arctostaphylos moranii là một loài thực vật có hoa trong họ Thạch nam. Loài này được P.V.Wells mô tả khoa học đầu tiên năm 1992.